# Microregione di Codó
Codó è una microregione dello Stato del Maranhão in Brasile, appartenente alla mesoregione di Leste Maranhense.

## Comuni
Comprende 6 comuni:
- Alto Alegre do Maranhão
- Capinzal do Norte
- Codó
- Coroatá
- Peritoró
- Timbiras